# Amphilophus diquis
Amphilophus diquis és una espècie de peix de la família dels cíclids i de l'ordre dels perciformes.

## Morfologia
Els mascles poden assolir els 13,5 cm de longitud total.

## Distribució geogràfica
Es troba a l'Amèrica Central: zona pacífica del sud-est de Costa Rica.